# Казарма 1330 км
Казарма 1330 км — упразднённый населённый пункт в Чернушинском районе Пермского края. Входил в состав Тюинского сельского поселения.

## География
Расположен в восточной части Буйской волнистой равнины, на равнинно-холмистом Приуралье, на отрогах Тулвинской возвышенности, в зоне широколиственно-хвойных лесов, при остановочном пункте 1330 км.
Климат
умеренно континентальный. Характерна продолжительная зима и довольно жаркое лето. Значительны суточные и годовые амплитуды температур. Годовая амплитуда температур составляет 50—60 °C.
Среднегодовая температура воздуха +1,5 °C; средняя температура января −15,6 °C; средняя температура июля +18,4 °C.

## История
Возник как поселение железнодорожников и их семей во время строительства в 1913—1920 годы железной дороги Казань — Екатеринбург (Казанбургской) как части Транссибирской железнодорожной магистрали.

## Инфраструктура
Путевое хозяйство Горьковской железной дороги.

## Транспорт
1330 км доступен железнодорожным транспортом.